# Giorgio di Pisidia
Giorgio di Pisidia, detto il Pisida (in greco Γεώργιος Πισίδης; Pisidia, ... – Costantinopoli ?, ...; fl. VII secolo), è stato un poeta bizantino.

## Biografia
Dai suoi poemi sappiamo che nacque in Pisidia e che fu amico del Patriarca Sergio I di Costantinopoli e dell'Imperatore Eraclio. Era un diacono, guardiano dei vasi sacri e chartophylax della chiesa di Santa Sofia. Le sue opere vennero pubblicate originariamente in greco con una versione in latino. Circa cinquemila versi delle sue poesie, per lo più in trimetri giambici, sono giunti a noi.

## Opere
La sua prima opera, in tre canti, fu De expeditione Heraclii imperatoris contra Persas libri tres sulle campagne di Eraclio contro i Persiani nel 622 (una campagna in cui una reliquia (la Vera Croce), che i Persiani avevano trafugato pochi anni prima a Gerusalemme, venne recuperata), sembra essere il resoconto di un testimone oculare. A questa sua prima opera seguì gli Avarica (o Bellum Avaricum), un resoconto sul futile assedio di Costantinopoli a opera degli Avari (626), avvenuto durante l'assenza dell'Imperatore e del suo esercito, che sostiene di essere stato respinto con l'aiuto della Vergine Maria; scrisse poi la Heraclias (o De extremo Chosroae Persarum regis excidio), un breve resoconto sui successi di Eraclio contro i Persiani fino alla deposizione e all'assassinio di Cosroe II nel 627.
Scrisse successivamente In sanctam Jesu Christi, Dei nostri resurrectionem, in cui il poeta esorta Flavio Costantino a seguire i passi del padre, Eraclio. Scrisse anche un poema didattico, Hexameron o Cosmologia (anche conosciuto come Opus sex dierum seu Mundi opificium), sulla creazione del mondo, che venne dedicato a Sergio; De vanitate vitae, un trattato sulla vanità della vita; Contra impium Severum Antiochiae, un componimento controverso contro il Patriarca Severo di Antiochia e il suo Monofisismo; due brevi poemi, incluso In templum Deiparae Constantinopoli, in Blachernissitum sulla resurrezione di Cristo e il recupero della Vera Croce. Scrisse anche un'opera in prosa, Encomium in S. Anastasium martyrem. Da Teofano, Suida, e Isacco Tzetzes, sappiamo che scrisse altri poemi che sono andati però perduti.
Michele Psello in seguito lo paragonò a Euripide. Secondo alcuni Pisida potrebbe essere stato l'autore dell'inno Acatisto Alla Madre di Dio.